# Танковая дивизия «Фельдхернхалле 2»
Танковая дивизия «Фельдхернхалле 2» (нем. Panzer-Division «Feldherrnhalle 2») — тактическое соединение сухопутных войск вооружённых сил нацистской Германии. Принимала участие во Второй мировой войне.

## Боевой путь
Дивизия была создана в марте 1945 года из учебных частей танковой дивизии «Фельдхернхалле», вытесненных из Данцига, и остатков 13-й танковой дивизии, разгромленной под Будапештом. По численности новая дивизия соответствовала примерно полку. Командование над ней принял прославленный полковник Франц Беке из 106-й танковой бригады «Фельдхернхалле». В составе одноимённого танкового корпуса дивизия сражалась в Словакии и верховьях Дуная. Незадолго до капитуляции дивизия пыталась сдаться американцам, однако те заявили, что она должна попасть в советский плен. Тогда Беке приказал прорываться мелкими группами на запад и распустил дивизию; некоторым удалось избежать советского плена.

## Боевой состав
- Танковый полк «Фельдхернхалле 2» (Panzer-Regiment „Feldherrnhalle 2“)
- Моторизованный полк «Фельдхернхалле 2» (Panzergrenadier-Regiment „Feldherrnhalle 2“)
- Танковый артиллерийский полк «Фельдхернхалле 2» (Panzerartillerie-Regiment „Feldherrnhalle 2“)
- 13-й разведывательный батальон (Panzeraufklärungs-Abteilung „Feldherrnhalle 2“)
- Дивизион истребителей танков «Фельдхернхалле 2» (Panzerjäger-Abteilung „Feldherrnhalle 2“)
- Сапёрный батальон «Фельдхернхалле 2» (Panzerpionier-Bataillon „Feldherrnhalle 2“)
- Рота связи «Фельдхернхалле 2»
- Зенитный артиллерийский дивизион «Фельдхернхалле 2» (Heeres-Flak-Artillerie-Abteilung „Feldherrnhalle 2“)